# 조이 폴라리
조이 폴라리(Joey Pollari, 1994년 4월 9일 ~ )는 미국의 배우, 영화배우, 텔레비전 배우이다.

## 방송
- 아메리칸 크라임 시즌2

## 영화
- 러브, 사이먼 (2018년) - 라일 역
- 아메리칸 크라임 시즌2 (2016년)
- 얼라이브 2015 (2014년)
- 아발론 하이 (2010년)
- 스카이러너스 (2009년)